# Pia Vilarrubias Codina
Pia Vilarrubias Codina (Igualada, 12 de juliol 1942 - Barcelona, 10 de maig 2023), fou pedagoga, mestra, escriptora i il·lustradora catalana de literatura infantil i juvenil, a més d'elaborar pòsters i cartells didàctics.
Com a mestre va exercir a l'Escola Mowgli (Igualada) l'any 1965, més tard, des de l'any 1967 fins al 1971 va ser mestra de l'Escola Sant Gregori (Barcelona), i des del mateix any fins al 1974 a la Maison des Petits à Geneve, on va anar a formar-se com a psicopedagoga. Durant la seva estada a Ginebra va començar la seva carrera com a il·lustradora, ja que en el període que va estar a l'Institut Jean Jacques Rousseau (Ginebra, Suïssa), s'ajudava de relats gràfics per poder comunicar-se amb els infants. Després d'aquesta formació va treballar des de l'any 1974 fins al 1979 a l'Escola Heura.
Per formar-se com a artista va estudiar al taller dels pintors Boter i Santaló, a l'Escola Massana Permanent (Barcelona), i així poder seguir amb els seus estudis de dibuix, aquarel·la, il·lustració i iniciació a l'animació. També va ser alumna de Josep Madaula, d'Arnal Ballester i Daniel Sessé.
Vilarrubias va il·lustrar i escriure cinc col·leccions de llibres infantils, alguns dels quals va traduir al castellà, al francès i a l'anglès. A partir de l'any 1970 publicà diferents articles com "Reforma de la Escuela", "Cuadernos de Pedagogia", "Guix", "Perspectiva escolar", "Butlletí de Mestres" de la Generalitat, "Aula Educativa" i "Barcelona Educació".
La seva primera col·lecció va ser publicada l'any 1978, "Tina-Ton" consta de 12 relats gràfics, són contes explicats només amb imatges, destinats a distreure i a establir comunicació entre adults i infants. A principi dels anys vuitanta, va publicar pòsters sobre les quatre estacions de l'any amb l'Editorial Juventud. Més tard també va publicar altres pòsters com “La cuina”, “Els instruments musicals”, “El pati de l'escola” i “La llar dinfants” per així "normalitzar la lingüística catalana, aquests pòsters els va encarregar l'Àrea d'Educació de l'Ajuntament de Barcelona i pel Departament de Normalització Lingüística de la Generalitat, van ser distribuïts per a les llars d'infants i les escoles infantils de Catalunya".
- Cartell de Pia Vilarrubias "nets i polits".
- Cartell de Pia Vilarrubias "som els petits".
- Cartell de Pia Vilarrubias "a la cuina".

L'any 1995 publicà la col·lecció "Què passa?" amb l'Editorial Juventud, aquesta col·lecció consta de cinc relats explicats amb imatge i text, on explica anècdotes de les relacions entre els més petits. “Me'n dónes?” (1991), parla sobre aprendre i demanar, “¿Ho saps fer?” (1992) parla sobre el joc d'imitació entre iguals, “Hola i adéu” (1992) l'intercanvi com a mostra d'afecte, la raresa de les joguines que juguen soles en "Quin cotxe!" (1992) i la motivació per anar a l'escola "Jo també!" (1992). L'any 1997, a l'Editorial Barcanova, inicia dues col·leccions més, "En Nil i els seus Ninots" i "Els Tinatons", dues col·leccions amb contes d'imaginació per a infants, on les accions dels personatges trasllueixen valors com la solidaritat, la interculturalitat, la sostenibilitat, la cura en el tractament de gènere, la sensibilitat i els respecte per la natura, la cura dels animals i la cooperació entre iguals.
Col·laborà amb Pepi Soto per a la il·lustració del conte “L'ametller no va poder fugir” (2007), el qual va ser encarregat per ACNUR per parlar sobre els nens i nenes refugiats. L'any 2008, publicà quatre contes a la col·lecció “Sopa de Lletres". Pia Vilarrubias no només va escriure contes pels més petits, també va escriure dos llibres sobre pedagogia, "L'autoavaluació del projecte curricular de centre” (1998) i “La formación del profesorado” (2001).